# لورنس أرمسترونغ
لورنس أرمسترونغ هو منافس ألعاب قوى كندي، ولد في 2 سبتمبر 1891 في سو ساينت ماري في كندا، وتوفي في 21 ديسمبر 1968 في سانيتش الشمالية في كندا.

## وصلات خارجية
- لورنس أرمسترونغ على موقع أوليمبيديا (الإنجليزية)